# Wrony (Silna)
Wrony – przysiółek wsi Silna w Polsce, położony w województwie lubuskim, w powiecie międzyrzeckim, w gminie Pszczew.
W latach 1975–1998 przysiółek należał administracyjnie do województwa gorzowskiego.
Na północ od Wron znajduje się jezioro Cegielne.